# NOCCO
NOCCO (No Carbs Company) és una empresa sueca de begudes energètiques propietat de Vitamin Well Group. L'empresa comercialitza les begudes NOCCO com una "beguda funcional", que conté aminoàcids de cadena ramificada i amb un contingut de cafeïna relativament alt (55 mg/100 mL), superior al que es troba a la majoria d'altres begudes energètiques populars com Monster o Red Bull, que contenen al voltant de 32 mg/100 mL de cafeïna.

## Ingredients
La beguda energètica NOCCO conté els següents ingredients:
- Aigua carbonatada
- Cafeïna (55 mg/100 mL)
- Amino àcids de cadena ramificada (coneguts com a BCAA en anglès), incloent-hi:
  - L-Leucina
  - L-isoleucina
  - L-Valina
- Vitamina B3 (niacina)
- Vitamina B6 (piridoxina com a clorhidrat de piridoxina)
- Vitamina B12
- Biotina
- Sucralosa (edulcorant artificial)
- Àcid cítric
- Aromes (naturals i artificials)

## Seguretat
Similarment amb altres begudes energètiques amb un alt contingut de cafeïna, les begudes NOCCO s'han de consumir amb precaució. No es recomana el seu consum per a nens, adolescents, dones embarassades o en període de lactància. La beguda tampoc es recomana per a persones amb sensibilitat a la cafeïna o per a aquelles a qui se'ls aconsella limitar la seva ingesta de cafeïna per motius de salut. Beure més d'una llauna de NOCCO al dia pot provocar un consum excessiu de cafeïna, que pot causar efectes secundaris com ara insomni, nerviosisme, inquietud, irritació d'estómac, nàusees, augment de la freqüència cardíaca i palpitacions, i pot superar el límit diari segur recomanat d'ingesta de cafeïna establert per la FDA de 400 mg/dia per a adults sans.